# Аджиев, Тажудин Ильясович
Тажудин Ильясович Аджиев (20 апреля 1896 года, Бамматюрт (ныне Хасавюртовский район), Дагестан, Российская империя — ?) — звеньевой Меркенского свёклосовхоза Министерства пищевой промышленности СССР, Меркенский район, Джамбулская область, Казахская ССР. Герой Социалистического Труда (1948).

## Биография
Кумык. Родился в Дагестане. В 1936 году его семья была раскулачена и выселена в село Мерке Меркенского района Джамбульской области Казахской ССР.
В 1947 году звено под его руководством на участке в 8 гектаров получило урожай сахарной свёклы 814 центнеров с гектара. Указом Президиума Верховного Совета СССР от 8 мая 1948 года удостоен звания Героя Социалистического Труда за «получение высокого урожая сахарной свёклы в 1947 году» с вручением ордена Ленина и золотой медали «Серп и Молот» (№ 2198).
Этим же указом званием Героя Социалистического Труда были награждены директор совхоза Павел Самойлович Холодов, старший агроном совхоза Марк Кириллович Шандренко, управляющие совхозными отделениями Аманжол Тургумбаевич Тургумбаев, Пётр Григорьевич Шах, старший механик Василий Кириллович Негода, передовые свёкловоды совхоза бригадиры Зара Абдулвагабовна Гаджиева, Пётр Иванович Зотов, Антонина Самуиловна Нобель, Ихлас Кардашевич Токаев, звеньевые Гаджимагомед Казиевич Камбулатов, Шухаин Исмаилович Келеметов, Нузула Хачьяевна Курджиева, Анастасия Филипповна Николаева, Хапиз Исаевич Чупанов и Гульминиса Халиулевна Шеримбаева.
В 1957 году вернулся в Дагестан, а позже в родное село. Был награждён рядом медалей.